# كريس كيلي (سياسي بريطاني)
كريس كيلي (بالإنجليزية: Chris Kelly)‏ هو سياسي بريطاني، ولد في 3 يونيو 1978 في ولفرهامبتن في المملكة المتحدة. حزبياً، نشط في حزب المحافظين. في انتخابات المملكة المتحدة لعام 2010، انتخب عضو برلمان المملكة المتحدة الـ55 عن دائرة دودلي الجنوبية وقد انضم خلال فترته النيابية ‏ (6 مايو 2010 – 30 مارس 2015) للكتلة البرلمانية حزب المحافظين.

## وصلات خارجية
- الموقع الرسمي